# José María Álvarez del Manzano
José María Álvarez del Manzano y López del Hierro (Sevilla, 17 d'octubre de 1937), és un polític espanyol.

## Biografia
Encara que va néixer a Sevilla viu a Madrid des dels tres anys. Va estudiar als jesuïtes de Chamartín. Es va llicenciar en Dret a la Universitat de Madrid. Ha estat Alcalde de Madrid de 1991 a 2003. Sota el seu mandat es va llançar la idea de la candidatura de Madrid als Jocs Olímpics de 2012. Està llicenciat en Dret per la Universitat Complutense. Actualment presideix IFEMA (Institut de Fires i Exposicions de Madrid). Està casat amb María Eulalia Miró Ramírez i té quatre fills: José, María, Marta i Mónica.
El 1963 va aprovar les oposicions per al Cos d'Inspectors Tècnics de Timbre de l'Estat (ara Cos Superior de Finances de l'Estat). Ha treballat en les Delegacions d'Hisenda de Ciudad Real, Badajoz, Toledo, Santander, Biscaia i en la Diputació d'Àlaba. Des de 2003, és president de la Junta Rectora d'IFEMA, l'organisme que gestiona els recintes firals i palaus de congressos de la capital d'Espanya. També ha estat professor en un institut a Vitòria

## Càrrecs exercits
- Sotssecretari d'Agricultura (1977-1978).
- Regidor de l'Ajuntament de Madrid (1979-2003)
- Portaveu del Grup Centrista a l'Ajuntament de Madrid (1980-1983)
- Portaveu del Grup Popular a l'Ajuntament de Madrid (1983-1991)
- Primer tinent d'Alcalde de Madrid (1989-1991)
- Alcalde de Madrid (1991-2003)
- President d'IFEMA (Des de 2003).